# 어 송 이즈 본
어 송 이즈 본(A Song Is Born)은 미국에서 제작된 하워드 혹스 감독의 1948년 코미디, 뮤지컬 영화이다. 대니 케이 등이 주연으로 출연하였고 사무엘 골드윈 등이 제작에 참여하였다.

## 출연

### 주연
- 대니 케이
- 버지니아 메이요

### 조연
- 베니 굿맨
- 토미 도시
- 루이 암스트롱
- 라이오넬 햄프턴
- 찰리 바넷
- 포드 워싱턴 리
- 존 윌리엄 슈블렛
- 페이지 카바나 트리오
- 더 골든 게이트 쿼티티
- 삼바 킹스
- 휴 허버트
- 스티브 코크란
- J. 에드워드 브롬버그
- 펠릭스 브레서트
- 루드윅 스토셀
- O.Z. 화이트헤드
- 에스더 데일
- 메리 필드
- 하우랜드 챔버레인
- 폴 랭튼
- 시드니 블래크머
- 벤 웰든
- 피터 버고
- 루이 벨슨
- 조셉 크레핸
- 로버트 더들리
- 잭 가갠
- 셜리 발라드
- 에드워드 비비
- 폴 E. 번즈
- 루실 케이시
- 레인 챈들러
- 피터 쿠사넬리
- 비비안 댄드리지
- 로이 다모어
- 조 드블린
- 칼 폴크너
- 맥신 파이프
- 베스 플라워스
- 조지 포드
- 라울 프리먼
- 다이안 가렛
- 카렌 X. 게이로드
- 노마 젠트너
- 수 조지
- 윌리엄 하디
- 바바라 해밀턴
- 찰스 호킨스
- 마저리 잭슨
- 도널드 카
- 놀란 리어리
- 버트 르바론
- 윌 리
- 프랭크 메러디스
- 질 메러디스
- 비버리 밋첼
- 마샤 몽고메리
- 다이아나 멈비
- 밀리센트 패트릭
- 제프리 세이리
- 무니 서로프
- 이렌느 버넌
- 앨리스 월리스

## 제작진
- 세트: 줄리아 헤론
- 의상: 아이린 세러프
- 프로덕션매니저: 리온 프롬키스